# 1910年代の日本
1910年代の日本（1910ねんだいのにほん）では、1910年代の日本の出来事・流行・世相などについてまとめる。
日本の元号では、明治43年から45年/大正元年から8年に当たる。

## できごと

### 1910年
- 3月13日 - 立憲国民党結成。
- 5月 - 大逆事件発覚。
- 8月
  - 韓国併合：日韓併合条約調印。
  - 明治43年の大水害

### 1911年
- 2月21日 - 日米通商航海条約調印。
- 関税自主権の回復。

### 1912年
- 7月30日 - 明治天皇崩御。明治（1868年 - 1912年）から大正へ改元。
- 9月13日 - 乃木希典、殉死。

### 1913年
- 12月23日 - 立憲同志会結成。

### 1914年
- 1月12日 - 桜島の大正大噴火が発生。
- 東京大正博覧会

### 1915年
- 1月18日 - 日本が中華民国に対華21ヶ条要求。

### 1918年
- 米騒動、シベリア出兵

## 戦争と政治

### 政治
桂園時代
- 桂園時代 - 桂太郎・西園寺公望が1913年まで政権を交互に担当。

桂内閣
- 第2次桂内閣
- 第3次桂内閣

西園寺内閣
- 第2次西園寺内閣

山本内閣
- 第1次山本内閣

大隈内閣
- 第2次大隈内閣

寺内内閣
- 寺内内閣

原内閣
- 原内閣

主な出来事
- 大正政変
- 大正デモクラシー
- 護憲運動

### 戦争
- 第一次世界大戦 - 日本は連合国陣営に属する。
- シベリア出兵

## 文化
- 大正ロマン

## 人物
- 大隈重信（1838年 - 1922年）
- 西園寺公望（1849年 - 1940年）
- 平田東助（1849年 - 1925年）
- 寺内正毅（1852年 - 1919年）
- 山本権兵衛（1852年 - 1933年）
- 辰野金吾 （1854年 - 1919年）
- 小村壽太郎 （1855年 - 1911年）
- 原敬（1856年 - 1921年）
- 上原勇作（1856年 - 1933年）
- 珍田捨巳（1857年 - 1929年）
- 尾崎行雄（1858年 - 1954年）
- 嘉納治五郎（1860年 - 1938年）
- 牧野伸顕（1861年 - 1949年）
- 白瀬矗（1861年 - 1946年）
- 田中智學（1861年 - 1939年）
- 坪井正五郎（1863年 - 1913年）
- 山極勝三郎（1863年 - 1930年）
- 竹内栖鳳（1864年 - 1942年）
- 白鳥庫吉（1865年 - 1942年）
- 堀口九萬一（1865年 - 1945年）
- 石井菊次郎（1866年 - 1945年）
- 金子直吉（1866年 - 1944年）
- 内藤湖南（1866年 - 1934年）
- 豊田佐吉（1867年 - 1930年）
- 横山大観（1868年 - 1958年）
- 梅屋庄吉（1869年 - 1934年）
- 福来友吉（1869年 - 1952年）
- 本多光太郎（1870年 - 1954年）
- 三田村鳶魚（1870年 - 1952年）
- 西田幾多郎（1870年 - 1945年）
- 木村鷹太郎（1870年 - 1931年）
- 七代目松本幸四郎（1870年 - 1949年）
- 幸徳秋水（1871年 - 1911年）
- 喜田貞吉（1871年 - 1939年）
- 島村抱月（1871年 - 1918年）
- 原勝郎（1871年 - 1924年）
- 桑原隲蔵（1871年 - 1931年）
- 岡本綺堂（1872年 - 1939年)
- 板谷波山（1872年 - 1963年）
- 西田天香（1872年 - 1968年）
- 西原亀三（1873年 - 1954年）
- 川合玉堂（1873年 - 1957年）
- 丹下梅子（1873年 - 1955年）
- 鈴木梅太郎（1874年 - 1943年）
- 高浜虚子（1874年 - 1959年）
- 柳田國男（1875年 - 1962年）
- 上村松園（1875年 - 1949年）
- 長谷川如是閑（1875年 - 1969年）
- 初代柳家三語楼（1975年 - 1938年）
- 杉浦非水（1876年 - 1965年）
- 中村天風（1876年 - 1968年）
- 白井松次郎（1877年 - 1951年）
- 大谷竹次郎（1877年 - 1969年）
- 木島櫻谷（1877年 - 1938年）
- 五代目澤村四郎五郎（1877年 - 1932年）
- 吉野作造（1878年 - 1933年）
- 野間清治（1878年 - 1938年）
- 寺田寅彦（1878年 - 1935年）
- 初代桂春団治（1878年 - 1934年）
- 三島海雲（1878年 - 1974年）
- 牧野省三（1878年 - 1929年）
- 大正天皇（1879年 - 1926年）
- 永井荷風（1879年 - 1959年）
- 河上肇（1879年 - 1946年）
- 北野恒富（1880年 - 1947年）
- 大原孫三郎（1880年 - 1943年）
- 二代目市川左團次（1880年 - 1940年）
- 松岡映丘（1881年 - 1938年）
- 岩波茂雄（1881年 - 1946年）
- 鈴木三重吉（1882年 - 1936年）
- 斎藤茂吉（1882年 - 1953年）
- 生田長江（1882年 - 1936年）
- 石井柏亭（1882年 - 1958年）
- 山本鼎（1882年 - 1946年）
- 志賀直哉（1883年 - 1971年）
- 橘ノ圓都（1883年 - 1972年）
- 高村光太郎（1883年 - 1956年）
- 朝倉文夫（1883年 - 1964年）
- 阿部次郎（1883年 - 1959年）
- 南薫造（1883年 - 1950年）
- 近藤浩一路（1884年 - 1962年）
- 田村俊子 （1884年 - 1945年）
- 竹久夢二（1884年 - 1934年）
- 三浦環（1884年 - 1946年）
- 水島爾保布（1884年 - 1958年）
- 鈴木文治（1885年 - 1946年）
- 武者小路実篤（1885年 - 1976年）
- 萬鉄五郎（1885年 - 1927年）
- 中勘助（1885年 - 1965年）
- 若山牧水（1885年 - 1928年）
- 木下杢太郎（1885年 - 1945年）
- 六代目尾上菊五郎（1885年 - 1949年）
- 平塚らいてう（1886年 - 1971年）
- 石川啄木（1886年 - 1912年）
- 三島弥彦（1886年 - 1954年）
- 松井須磨子（1886年 - 1919年）
- 初代中村吉右衛門（1886年 - 1954年）
- 岡本一平（1886年 - 1948年）
- 谷崎潤一郎（1886年 - 1965年）
- 吉井勇（1886年 - 1960年）
- 藤田嗣治（1886年 - 1968年）
- 飛田穂洲（1886年 - 1965年）
- 吉本吉兵衛（1886年 - 1924年）
- 松旭斎天勝（1886年 - 1944年）
- 菅野力夫（1887年 - 1963年）
- 土田麦僊（1887年 - 1936年）
- 秦テルヲ（1887年 - 1945年）
- 伊庭孝（1887年 - 1937年）
- 神近市子（1888年 - 1981年）
- 梅原龍三郎（1888年 - 1986年）
- 中原悌二郎（1888年 - 1921年）
- 秋山徳蔵（1888年 - 1974年）
- 吉本せい（1889年 - 1950年）
- 小野竹喬（1889年 - 1979年）
- 倉田百三（1891年 - 1943年）
- 恩地孝四郎（1891年 - 1955年）
- 金栗四三（1891年 - 1983年）
- 宇野浩二（1891年 - 1961年）
- 高木徳子（1891年 - 1919年）
- 芥川龍之介（1892年 - 1927年）
- 下川凹天（1892年 - 1973年）
- 澤田正二郎（1892年 - 1929年）
- 帰山教正（1893年 - 1964年）
- 村山槐多（1896年 - 1919年）
- 島田清次郎（1899年 - 1930年）
- 関根正二（1899年 - 1919年）